# エドワード・スミス (日本の小説家)
エドワード・スミスは、日本の小説家、ライトノベル作家。

## 経歴・人物
- 2011年 第18回電撃小説大賞メディアワークス文庫賞を受賞[1]。

## 作品

### メディアワークス文庫
- 侵略教師星人ユーマ 2012年2月 ISBN 978-4-04-886541-8
- 侵略教師星人ユーマII 2012年7月 ISBN 978-4-04-886803-7
- 紳堂助教授の帝都怪異考 2013年1月 ISBN 978-4-04-891402-4
- 紳堂助教授の帝都怪異考二 才媛篇 2013年7月 ISBN 978-4-04-891817-6
- 紳堂助教授の帝都怪異考三 狐猫篇 2014年2月 ISBN 978-4-04-866225-3

### 電撃文庫
- マーシアン・ウォースクール 2014年4月 ISBN 978-4-04-866468-4
- マーシアン・ウォースクール2 2014年7月 ISBN 978-4-04-866734-0
- 竜は神代の導標となるか 2015年4月 ISBN 978-4-04-865055-7
- 竜は神代の導標となるか2 2015年7月 ISBN 978-4-04-865245-2
- 竜は神代の導標となるか3 2015年11月 ISBN 978-4-04-865508-8
- 竜は神代の導標となるか4 2016年2月 ISBN 978-4-04-865755-6
- 暗極の星に道を問え 2017年2月 ISBN 978-4-04-892545-7
- お前（ら）ホントに異世界好きだよな ～彼の幼馴染は自称メインヒロイン～ 2017年11月 ISBN 978-4-04-893458-9
- 蒼穹の騎兵グリムロックス ～昨日の敵は今日も敵～ 2018年6月 ISBN 978-4-04-893827-3

## 注と出典
1. ↑  http://dengekitaisho.jp/novel_interview_28.html